# Vanderlei Mazzuchini
Vanderlei Mazzuchini Junior (San Paolo, 24 settembre 1972) è un ex cestista brasiliano.

## Carriera
Con il Brasile ha disputato i Campionati mondiali del 2002, segnando 72 punti in 7 partite, e tre edizioni dei Campionati americani (1997, 1999, 2001).